# Paolo Orlando
Paolo Orlando (Genova, 6 aprile 1858 – Roma, 3 settembre 1943) è stato un ingegnere e politico italiano.
Paolo Orlando, terzogenito di Luigi Orlando e Maria Maddalena Parodi, insieme ai fratelli Giuseppe, Salvatore, Rosolino e Luigi. Ebbe un ruolo fondamentale per la bonifica della campagna romana e per la costruzione del porto di Ostia.

## Biografia

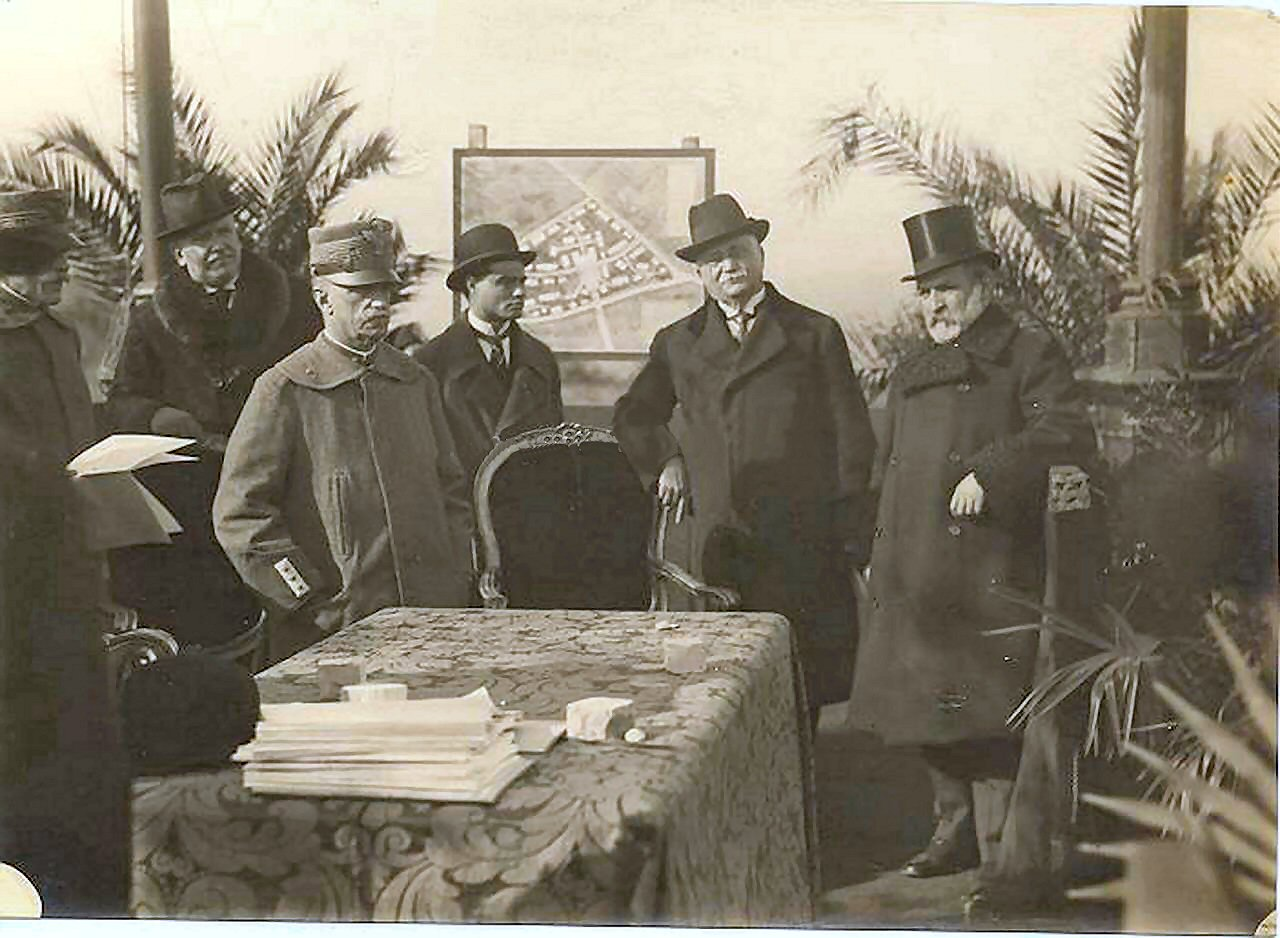
Paolo Orlando con re Vittorio Emanuele III

Orlando, coniugato con la contessa Alda Piola Caselli (1871 – 1960), ebbe una figlia, Maria Teresa, poi maritatasi con il principe Fabrizio Pignatelli di Cerchiara. Si laurea in Ingegneria civile nel 1881 al Regio Istituto Tecnico Superiore (futuro Politecnico di Milano). Inizia la sua attività lavorativa presso i cantieri di famiglia (Cantiere navale fratelli Orlando) a Livorno. Dopo la morte del padre sorgono tra i fratelli Orlando contrasti in merito alla direzione del cantiere. In particolare Giuseppe vuole aprire il capitale della società ad investitori esterni alla famiglia in modo da concentrare tutta la filiera nelle mani di poche famiglie. Paolo ed i suoi fratelli non condividono tale visione e si fanno liquidare nel 1899. 
Paolo si dedicherà alla politica diventando consigliere comunale ed assessore con delega per l'Agro Romano, a Roma, dal 1907 al 1920; fondatore e presidente del “Comitato Pro Roma Marittima” e poi dell'”Ente Autonomo per lo Sviluppo Marittimo ed Industriale di Roma” (SMIR). Autore di varie pubblicazioni ebbe un ruolo fondamentale per la bonifica della campagna laziale e la costruzione del porto di Ostia.
Fu nominato senatore del Regno nel 1934.

### Attività

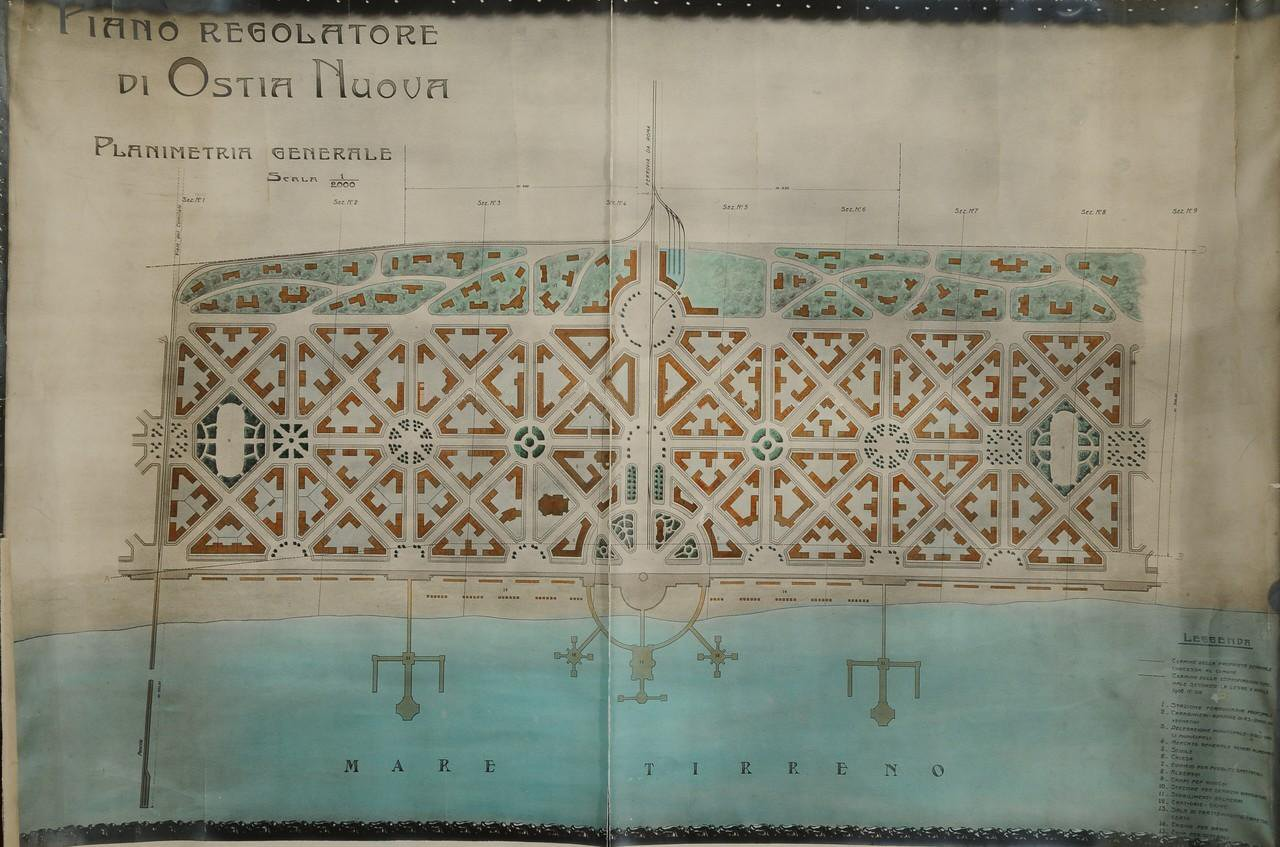
Francesco La Grassa, Piano regolatore di Ostia Nuova, planimetria

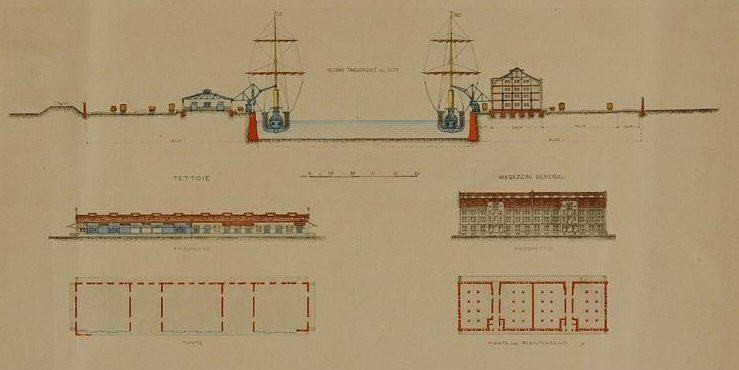
Progetto per il Porto marittimo di Ostia

Paolo Orlando, nel 1886, cominciò a studiare la possibilità di riportare Roma alla sua antica condizione di porto marittimo suggestionato, come ha scritto, dai progetti per la sistemazione del Tevere e la bonifica dell'agro malarico di cui Garibaldi discuteva con suo padre ed i suoi zii.
La bonifica del litorale era stato uno dei primi problemi che si erano presentati al governo dopo la conquista di Roma capitale; infatti, nello stesso 1870, fu insediata una commissione di studio sulle paludi presso la foce del Tevere allo scopo di bonificarle.
Paolo Orlando sosteneva che “Roma non doveva rimanere inoperosa capitale politica, ma divenire capace di rappresentare l'Italia anche sul mare e di dar vita a quell'industria e quei commerci che sono necessari a costituire la base economica di una grande e popolosa città”.
Si trattava di problemi di industrializzazione di Roma, di cui pochi si facevano sostenitori nonostante la precaria situazione economica e sociale della capitale. La questione particolare del porto di Ostia e del Tevere navigabile segnala lo scontro tra due diversi modi di concepire lo sviluppo di Roma: da un lato chi vede nella città la sola capitale burocratica-amministrativa; dall'altro i fautori, pochi, di uno sviluppo moderno e quindi anche industriale.
Allo sviluppo di questa seconda ipotesi Paolo Orlando dedicò molto lavoro attraverso il Comitato Pro Roma marittima e dello SMIR. Nel 1910 affidò l'incarico di progettare il piano regolatore di Ostia Nuova all'ingegnere Francesco La Grassa.
Progetto che soltanto in parte riuscirono a realizzare.
Orlando fondò il moderno nucleo abitato di Ostia e fu ideatore della linea ferroviaria che la univa alla città, la Ferrovia Roma-Lido. Dalla sua visione sul collegamento di Roma al sistema marittimo, negli anni venti, vennero realizzate due stazioni ferroviarie a Roma: quella di Trastevere e quella di Porta San Paolo.

## Galleria d'immagini

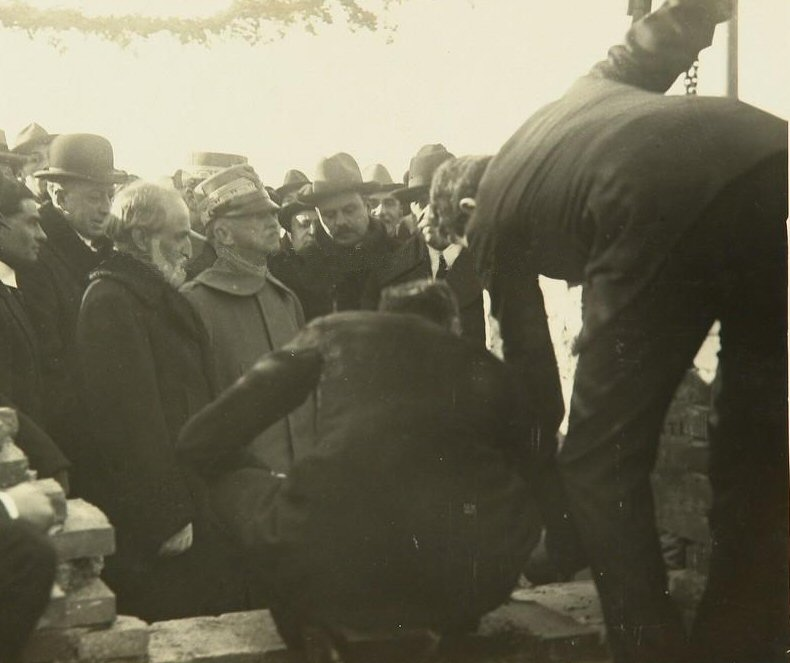
Paolo Orlando con il re Vittorio Emanuele III alla cerimonia della posa della pietra di cantone della Stazione di Ostia Nuova, 10 dicembre 1921 (Archivio Storico Capitolino)
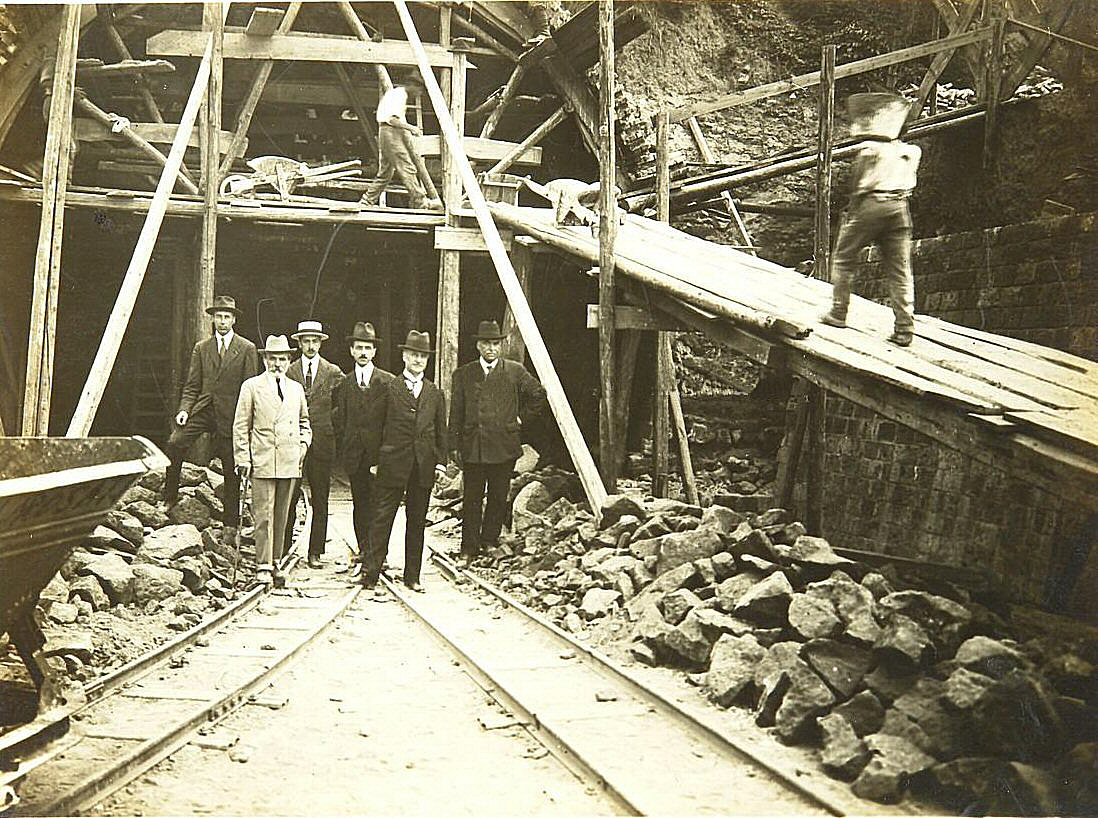
Paolo Orlando, in abito chiaro, con il Ministro dei Lavori Pubblici Camillo Peano durante il sopralluogo ai lavori eseguiti dall'ente S.M.I.R per la ferrovia elettrica Roma-Ostia Nuova, 4 giugno 1920 (Archivio Storico Capitolino)

## Cariche e titoli
- Direttore dei lavori di costruzione della ferrovia elettrica per il Lido di Roma
- Presidente dell'Ente per lo "Sviluppo marittimo industriale di Roma"
- Censore del consiglio di reggenza della sede di Roma della Banca d'Italia
- Socio della Società geografica italiana (1907)

## Opere
- Roma porto di mare e la navigazione interna sul Tevere e sul Nera con illustrazioni intercalate, in «Nuova Antologia», fasc. III, 1905.
- L'Ente autonomo per lo sviluppo marittimo e industriale di Roma nel suo primo quadriennio di vita (1919 – 1923), Roma 1923.
- L'archeologia e l'ingegneria moderna per il porto di Roma, 1927.
- Il canale da Pisa a Livorno, Milano 1930.
- Alla Conquista del Mare di Roma, Tip. della Camera, Roma 1941.